# НВО ім. С. О. Лавочкіна
Науково-виробниче об'єднання ім. С. О. Лавочкіна — НВО, засноване в квітні 1937 року згідно з рішенням Ради Праці і Оборони (РПО) СРСР. Саме тоді меблева фабрика в підмосковних Хімках була передана в Наркомат оборонної промисловості (НКОП) для організації на її базі авіаційного виробництва.

## Створення
Наказом № 0121 від 1 червня 1937 новоствореному авіаційному заводу був привласнений № 301.
Першим директором заводу було призначено Ю. Б. Ескін, а конструкторське бюро очолив О. О. Дубровін. Основним завданням заводу стало освоєння ліцензійних французьких легких винищувачів «Кодрон». Пізніше було отримано і завдання на випуск навчально-тренувального літака УТ-2 конструкції О. С. Яковлєва.
У травні 1939 року в СРСР був проведений конкурс зі створення нових бойових літаків, участь у якому взяли Володимир Петрович Горбунов (начальник 4-го відділу 1-го Головного управління Наркомату авіаційної промисловості), Семен Олексійович Лавочкін і Михайло Іванович Гудков (інженери цього відділу) . Запропонований ними проєкт швидкісного винищувача опинився в числі найкращих. Базою для створення дослідних зразків цього літака було визначено завод № 301.
У вересні 1939 року на заводі було створено нове дослідно-конструкторське бюро (ОКБ), очолюване трьома головними конструкторами — В. П. Горбуновим, С. О. Лавочкіна та М. І. Гудковим. Наприкінці 1940 року було ухвалено рішення про серійне виробництво винищувача ЛаГГ-3.

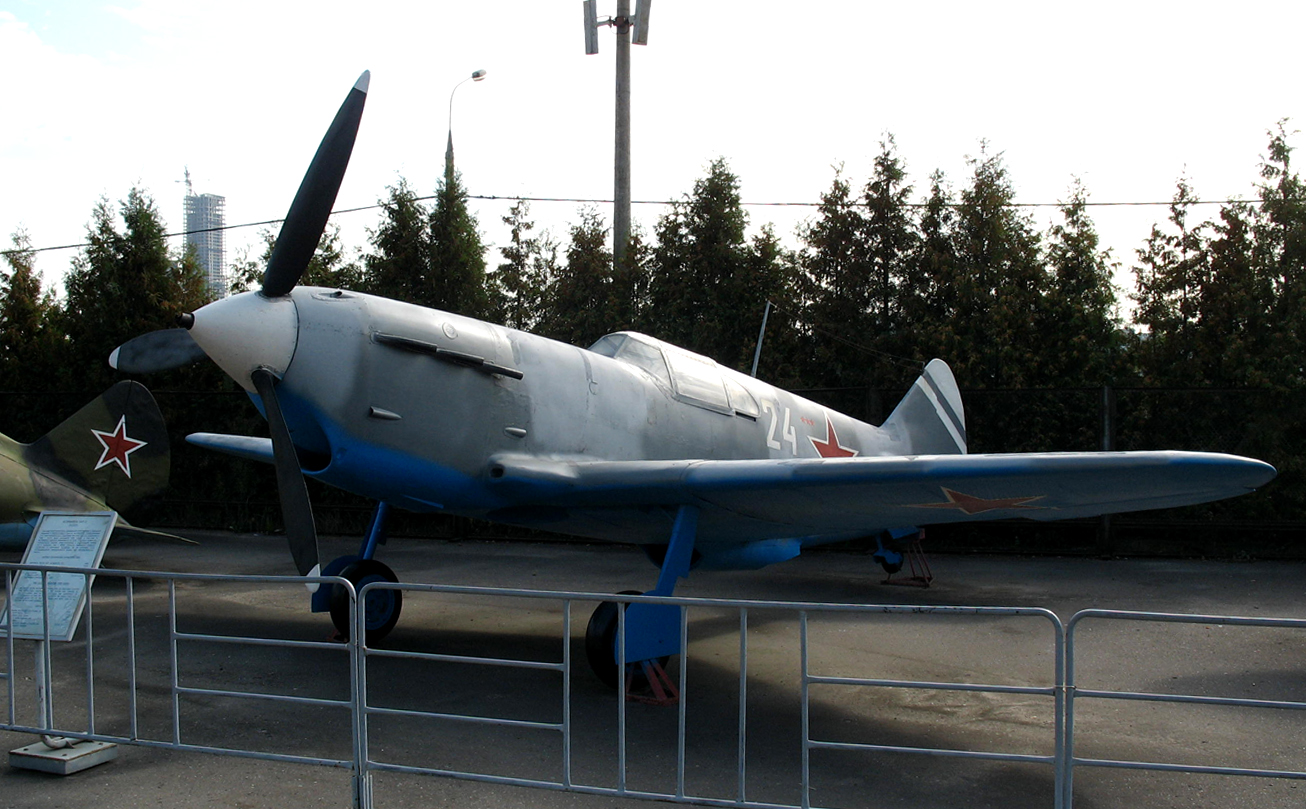
Винищувач ЛаГГ-3

Цей літак став першою і останньою спільною роботою конструкторів Горбунова, Лавочкіна і Гудкова. Потім їх шляхи розійшлися, кожен очолив своє конструкторське бюро.
Основна частина ДКБ, на чолі з С. О. Лавочкіним в 1940 р. була переведена в Горький, де і почалося серійне виробництво ЛаГГ-3. Тут колектив і застала Німецько-радянська війна.
За видатні роботи зі створення під час Німецько-радянської війни нових типів винищувачів (Ла-5 і Ла-7) ДКБ С. О. Лавочкіна було нагороджено орденом Леніна (1944 р.). У 1945 р. ДКБ С. О. Лавочкіна з м. Горького повернулося в Хімки: підмосковний завод № 301 знову стає його дослідної базою. З цього часу в біографії ДКБ і заводу відкривається нова сторінка.

## Епоха реактивної авіації
Починаючи з 1945 року, ДКБ С. О. Лавочкіна працює над проєктуванням і будівництвом винищувачів з реактивними двигунами. До 1947 р. був створений винищувач Ла-160 — перший вітчизняний літак із стрілоподібним крилом.
Продовженням цієї роботи став розроблений під керівництвом С. О. Лавочкіна перший вітчизняний літак з крилом великий стріловидності — Ла-176, на якому вперше в СРСР була досягнута швидкість звуку.
Потім був всепогодний винищувач-перехоплювач Ла-200 (1951 р.), а в 1957 р. — Ла-250 («Анаконда») — винищувач, оснащений ракетами класу «повітря — повітря» з головками самонаведення. Ракети ці також були створені в конструкторському бюро Лавочкіна.
Паралельно в КБ в дусі того часу, були зайняті роботою над ракетною тематикою. Розробка ракет військового призначення була ще однією, з найбільш засекреченою частиною тематики ДКБ заводу № 301.
Ще в 1950 р. С. О. Лавочкін отримав відповідальне урядове завдання створити новітні ракетні системи ППО для захисту великих індустріальних центрів і, перш за все, Москви.
У найкоротші терміни були проведені конструкторські, випробувальні роботи, і до 1955 р. навколо столиці з'явилися захисні «московські кільця» системи ППО С-25 («Беркут») з зенітними керованими ракетами Зур-205. Більше 20 років різні модифікації цих ракет знаходилися на бойовому чергуванні, охороняючи небо над Москвою.
За роботи зі створення ракет для ППО Москви колектив ОКБ і завод були нагороджені орденом Трудового Червоного Прапора (1956 р.).
У 1957 була створена і пройшла успішні випробування перша світі надзвукова крилата ракета «Ла-350 "Буря"», оснащена системою астронавігації і здатна нести атомну бомбу на міжконтинентальні відстані (до 8000 км). Ідеї, конструкторські рішення, технології, новітні матеріали, закладені в конструкцію «Бурі» на десятиліття випередили час.

Ла-350 «Буря»

За два десятиліття очолюваний Семеном Олексійовичем дослідно-конструкторське бюро з невеликої групи конструкторів перетворилося на найбільше і одне з найкращих авіаційно-ракетних КБ країни.
9 червня 1960 Семен Олексійович Лавочкин помер від серцевого нападу на південному полігоні Сари-Шаган під час випробувань ракети комплексу ППО «Даль».
Рішенням уряду після смерті Генерального конструктора підприємство стало називатися — Машинобудівний завод ім. С. О. Лавочкіна.
З 1962 по 1964 р.р. завод був філією ДКБ-52 — конструкторського бюро, очолюваного В. М. Челомеєм. Сюди були передані роботи зі створення ракет для Військово-Морського Флоту (протикорабельні ракети, ракети системи «Аметист»).
А в 1965 р. в біографії лавочкінців була відкрита нова, космічна «глава».

## Космічна ера
У середині 60-х років Сергій Павлович Корольов вирішив: частина завдань його «космічної імперії» належить відтепер вирішувати ДКБ і заводу імені Лавочкіна. Це було викликано перевантаженням його КБ різними програмами.
Так в 1965 р. підприємство було передано до Міністерства загального машинобудування. З цього часу Машинобудівний завод ім. С. А. Лавочкіна став займатися розробкою і створенням автоматичних космічних станцій АМС для дослідження Місяця, Венери, Марса, створенням штучних супутників Землі, а також станцій, що виводяться в космос у прикладних інтересах. Знадобилося серйозне технічне і технологічне переозброєння виробництва для реалізації намічених програм. Великий внесок у реконструкцію заводу вніс І. М. Лукін — директор підприємства з 1954 р. по 1970 р.
У 1965 р. Головним конструктором ДКБ імені Лавочкіна став Георгій Миколайович Бабакіна. З ім'ям Г. М. Бабакіна пов'язана найяскравіша сторінка в історії освоєння космосу за допомогою автоматичних станцій.
Вперше космічні апарати, створені на підприємстві ім. С. А. Лавочкіна, здійснили м'яку посадку на Місяць. Станції нового покоління «Луна-16», Луна-20 здійснили автоматичний забір місячного ґрунту і доставили його на Землю. Вперше самохідний апарат «Луноход-1», керований із Землі, здійснив тривалий багатокілометровий рейд Місяцем.
За блискуче виконання місячної програми колектив ДКБ і заводу в грудні 1971 р. був нагороджений другим орденом Трудового Червоного Прапора.
Починаючи з 1967 р. до Венери стартували космічні міжпланетні станції «Венера-4», «Венера-5» і «Венера-6» і «Венера-7», створені під керівництвом Г. М. Бабакіна. Саме посадковому апарату станції «Венера-7» (1970 р.) вперше у світі вдалося після спуску на поверхню передати дані про температурному режимі, тиску, газовому складі атмосфери цієї загадкової планети.
3 серпня 1971 Герой Соціалістичної Праці, лауреат Ленінської премії, член-кореспондент Академії наук СРСР Георгій Миколайович Бабакін раптово помер на 57-му році життя. Але ідеї Г. М. Бабакіна і розроблені під його керівництвом космічні апарати продовжили своє життя і розвиток у наступних проєктах.
З кінця 1971 ДКБ очолив новий головний конструктор — С. С. Крюков. У цей період підприємство, що отримало найменування «Науково-виробниче об'єднання імені С. А. Лавочкіна», займалося створенням і підготовкою до польоту автоматичних станцій «Марс-4» — «Марс-7». Дві з них стали штучними супутниками Марса.

«Вперше у світі …» продовжувало жити. Вперше космічні апарати, створені на підприємстві ім. С. О. Лавочкіна, здійснили м'яку посадку на Місяць («Луна-9», 1966 р.), а потім на Венеру («Марс-7», 1970 р.) і Марс («Марс-3», 1971 р.). Космічний апарат «Луна-10» (1966 р.) став першим у світі штучним супутником Місяця. Станції нового покоління «Луна-16», «Луна-20» та «Луна-24» (70-ті р.р.). Здійснили автоматичний збір місячного ґрунту і доставили його на Землю.
Вперше самохідний апарат «Луноход-1», керований із Землі, здійснив тривалий багатокілометровий (близько 10,5 км) рейд Місяцем, забезпечивши проведення складної програми наукових досліджень (1970 р.).
За блискуче виконання місячної програми колектив ДКБ і заводу в грудні 1971 р. був нагороджений другим орденом Трудового Червоного Прапора.
Починаючи з 1967 р. до Венери стартували космічні міжпланетні станції «Венера-4», «Венера-5», «Венера-6» і «Венера-7», створені під керівництвом Г. М. Бабакіна. Саме посадковому апарату станції «Венера-7» (1970 р.) вперше у світі вдалося після спуску на поверхню передати дані про температурний режим, тиск, газовий склад атмосфери цієї планети.
Військові програми
У середині 60-х років з'явилося поняття «військовий космос». Керував цією тематикою Г. М. Бабакін.
Перед ДКБ уряд поставив важливу завдання пріоритетного характеру — участь у створенні інформаційних космічних систем військового призначення. Штучні супутники Землі склали основу першого ешелону СПРН. Керував розробкою цих супутників Г. М. Бабакін. Проте перший запуск супутника (1972 р.) відбувся вже без участі Головного конструктора.
3 серпня 1971 Герой Соціалістичної Праці, лауреат Ленінської премії, член-кореспондент Академії наук СРСР Георгій Миколайович Бабакін раптово помер на 57-му році життя. Але ідеї Г. М. Бабакіна і розроблені під його керівництвом космічні апарати продовжили своє життя і розвиток у наступних проєктах.

## Діяльність на благо науки та миру
Вперше в історії спусковий апарат станції «Венера-8» у 1972 р. здійснив посадку на освітлену бік планети і звідти передав інформацію. «Луноход-2» відмінно виконав дослідницьку програму, пройшовши 37 км поверхнею Місяця (1973 р.).
У космічному просторі багато років (з 1972 по 1996 р.р.) працювали штучні супутники Землі «Прогноз», що вивчали вплив Сонця на міжпланетну середу і магнітосферу Землі.
ДКБ з кінця 1971 очолив новий головний конструктор С. С. Крюков. У цей період підприємство, що отримало найменування «Науково-виробниче об'єднання імені С. А. Лавочкіна», займалося створенням і підготовкою до польоту автоматичних станцій «Марс-4» — «Марс-7». Дві з них стали штучними супутниками Марса.
У 1977 р. головним конструктором, а в 1987 році генеральним конструктором і генеральним директором НВО ім. С. А. Лавочкіна став В. М. Ковтуненко.
Були продовжені дослідження Венери, унікальні астрофізичні обсерваторії «Астрон» і «Гранат» дослідили галактичні і позагалактичні джерела, зоряні об'єкти, «чорні діри», квазари і пульсари в широкому діапазоні випромінювань.
Вперше у світі станції «Вега-1» і «Вега-2» передали на Землю унікальні зображення ядра комети Галлея.
Крім того в атмосферу Венери був скинутий зонд, який передав багато корисної інформації про стан атмосфери.
Був розроблений проєкт базового космічного апарата для дослідження планет і малих тіл Сонячної системи. Першим з таких апаратів став «Фобос». Його 200-добовий переліт до Марса і зближення із супутником Червоної планети, проведені дослідження внесли значний внесок у скарбничку людських знань про Сонце, Марсі та Фобосі. Однак все ж більша частина наукової програми виконана не була — апарат вийшов з ладу на підльоті до Фобоса
Реалізація таких масштабних проєктів була можлива завдяки відмінно налагодженого виробництва, керував яким А. П. Милованов, директор НВО ім. Лавочкіна в період з 1970 р. по 1987 р.
У 1977 р. головним конструктором, а в 1987 р. генеральним конструктором і генеральним директором НВО ім. С. О. Лавочкіна став В. М. Ковтуненко.
Після розпаду СРСР масштаб робіт значно зменшився. Великі сподівання покладалися на міжнародний проєкт автоматичну міжпланетну станцію «Марс-96», яку колектив НВО ім. С. О. Лавочкіна розробляв під керівництвом генерального конструктора та генерального директора С. Д. Куликова, який очолив підприємство в кінці 1997 р.
«Марс-96» стартував в листопаді 1996 р. Проте через неполадки в роботі розгінного блоку носія станція не вийшла на траєкторію перельоту до Марса і, здійснивши три витки навколо Землі, впала в Тихий океан.
У 90-і роки на підприємстві в інтересах Центрального банку РФ та інших фінансово-промислових структур створена система супутникового зв'язку «Банкір».
З середини 90-х років в НВО ім. С. О. Лавочкіна почалися роботи зі створення універсального розгінного блоку «Фрегат» з руховою установкою багаторазового запуску. За період 2000 — 2003 рр.. було проведено 6 успішних запусків блоку «Фрегат» у складі РН «Союз» («Союз-Фрегат»), що дозволило вивести на навколоземні й міжпланетні траєкторії російські та міжнародні космічні апарати різного призначення.

Схема Розгінного блоку «Фрегат-СБ»

В квітні 2009 року стартували випробування модифікації універсального розгінного блоку «Фрегат» — «Фрегат-СБ».
З вересня 2003 по січень 2005 р. НВО ім. С. О. Лавочкіна керував генеральний конструктор і генеральний директор Костянтин Михайлович Пічхадзе.
З січня 2005 по 2010 р. генеральним конструктором і генеральним директором НВО ім. С. О. Лавочкіна був призначений Георгій Максимович Поліщук.
З 29 січня 2010 генеральним конструктором і генеральним директором НВО ім. С. О. Лавочкіна призначений Віктор Володимирович Хартов.
У проведенні унікальних космічних експериментів на автоматичних станціях брали та беруть участь наукові організації та фірми Австрії, Болгарії, Угорщини, України, Ірландії, Польщі, США, Франції, Фінляндії, Чехії, Швейцарії, Швеції. Розміщення на борту станцій сучасних наукових приладів дозволяє вченим усього світу отримувати інформацію про планети, Сонце, малі тіла Сонячної системи, міжпланетний простір, астрофізичні об'єкти далекого космосу.